# Moravské Bránice
Moravské Bránice település Csehországban, a Brno-vidéki járásban. Moravské Bránice Silůvky, Dolní Kounice, Nové Bránice, Hlína és Ivančice településekkel határos. Lakosainak száma 972 fő (2024. január 1.).

## Népesség
A település lakosságának változását az alábbi diagram mutatja:
| Lakosok száma | 592  | 609  | 911  | 1083 | 938  | 913  | 993  | 996  | 958  | 972  |
|               | 1869 | 1890 | 1921 | 1950 | 1980 | 2001 | 2017 | 2019 | 2022 | 2024 |